# Masta Wu
Woo Jin-won (en coréen 우진 원), né le 25 octobre 1978), mieux connu sous son nom de scène Masta Wu (en coréen 마스타 우) est un rappeur sud-corén, également compositeur et producteur. Son nom de scène précédent était Ginnwon. Il fait également partie du projet de duo hip hop YMGA.

## Discographie

### Album
- 2003: Masta Peace
- 2007: Mass Wu Pt.2

### Singles
- 2007: Don't Stop (feat. Jinu)
- 2014: Come Here (feat. Dok2 & Bobby)